# Ambasada Arabii Saudyjskiej w Polsce

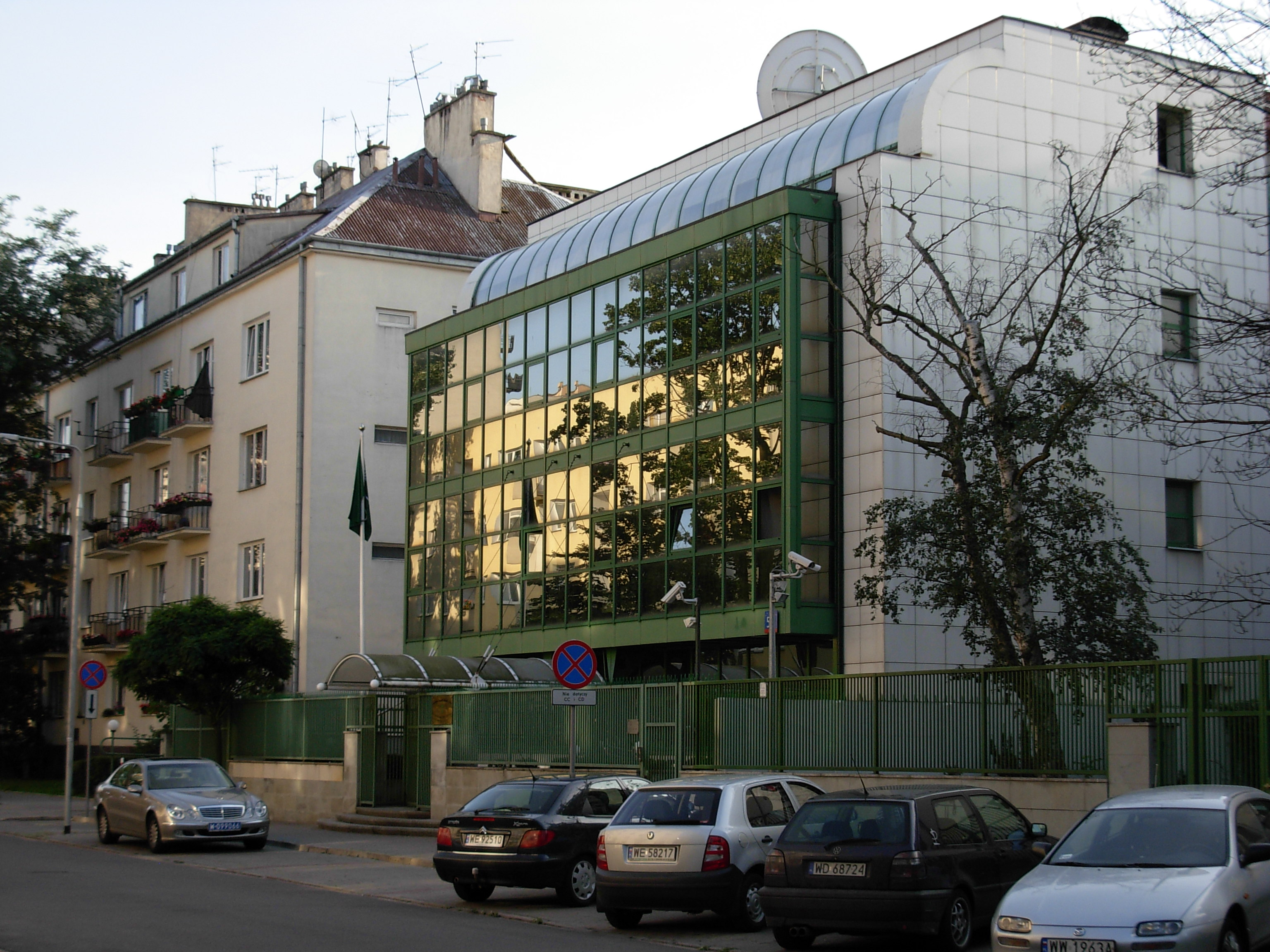
Była siedziba Ambasady Arabii Saudyjskiej przy ul. Stępińskiej 55 (2003-2015), obecnie mieszczące m.in. Biuro Attache Wojskowego tejże Ambasady (2021-)

Ambasada Arabii Saudyjskiej w Polsce, Ambasada Królestwa Arabii Saudyjskiej (arab. سفارة المملكة العربية السعودية في بولندا) – saudyjska placówka dyplomatyczna mieszcząca się w Warszawie przy ul. Wiertniczej 30.

## Podział organizacyjny
- Sekcja Konsularna/Wizowa
- Sekcja Obywateli (własnych)
- Biuro Attache Wojskowego, ul. Stępińska 55[2]
- Biuro Kulturalne, Bundesallee 22, D-10717 Berlin

## Historia i siedziba
Stosunki dyplomatyczne nawiązano w 1929. Współcześnie reaktywowano je w 1995, a swoją ambasadę w Warszawie Arabia Saudyjska otworzyła w 2001. Początkowo mieściła się przy ul. Stępińskiej 55 (2003-2015), rezydencja ambasadora w willi Mościckich z 1930 (proj. Antoni Aleksander Jawornicki) przy ul. Racławickiej 126 (2011-2012). W kwietniu 2015 ambasada wraz z rezydencją ambasadora zostały przeniesione do wybudowanego przez władze Arabii Saudyjskiej w latach 2012–2015 nowego budynku ambasady (proj. XY Studio z Warszawy) przy ul. Wiertniczej 30, w dotychczasowej siedzibie lokując m.in. Biuro Attache Wojskowego (2021-).